# 陳秀連 (企業家)
陳秀連（1845年—1927年6月5日），字玉池，祖籍廣東番禺長湴村（今屬廣州市）。為馬來亞著名華僑實業家與慈善家，因在吉隆坡開設鐵廠之故，被當地華人尊稱為華人鐵廠之父，而當地英殖民政府為了紀念他的功績，在吉隆坡新街場附近地區開闢機械工業區，成為吉隆坡最早的工業區，並且將該區主要道路命名為陳秀連路（Jalan Chan Sow Lin）。陳秀連生平樂善好施，對吉隆坡一帶的公益教育事業有許多的貢獻。 1897年與陳春、陳新禧等獻出土地興建吉隆坡陳氏書院；曾任中華總商會第一任總理，其亦為吉隆坡的積善堂、同善醫院、尊孔學校等發起人之一，師爺廟產業受託部第一任總理，及擔任其他鄉族會要職。

## 早期生活
陳秀連是廣東番禺人，生於1845年，家境貧寒，在1861年，其16歲那年，離鄉到馬來亞霹靂太平當礦工，积蓄一筆資金後，變在當地自行覓地開採錫礦。年幼失學的他，除了與當地私塾老師學習華文外，后來也學習馬來文。這些學習成果對他日后的事業發展有很大幫助。陳秀連在當地也認識了莫逆之交陸佑，其一生深受陸佑多次的幫助。

## 從商
於1880年，陳秀連隨著陸佑離開太平，到當時剛開埠的吉隆坡尋求新的發展，首先在沙登開設隆興錫礦公司，但因產量不理想而倒閉。後來，陳秀連得到當地富豪陸秋傑的幫助，再開發萬發錫礦公司，才獲得巨利。
當時吉隆坡採礦所用的蒸汽機、抽水機及其他附屬機件，均需要從英國運來，運輸耗時也增加承辦，因此陳秀連在安邦路開設第一家由華人經營的美利鐵廠，以生產採礦設備和建築材料，生產適合當地開採錫礦所用的機件產品，供應新街場、安邦、蒲種一帶的錫礦場所需，也承接吉隆坡及鄰近礦場所需的機件與建築用的鐵器工具。美利鐵廠的設立，帶動了吉隆坡機械行業的發展，對地方上的經濟發展，大有促進作用。他也從廣州、香港一帶聘請熟練技術工人來培訓本地工人，把中國的學徒制度引入，這制度在華人的鐵廠盛行了超過半個世紀。
1902年6月26日，英殖民政府委任他為雪蘭莪第一位華人州議員，以填補甲必丹葉觀盛逝世之缺，並在1918年受封為太平局紳。英殖民政府為了紀念他的功績，特別在舊飛機場附近開闢機械工業區，成為吉隆坡最早的工業區，並且將該區主要道路命名為陳秀連路。

## 慈善事業

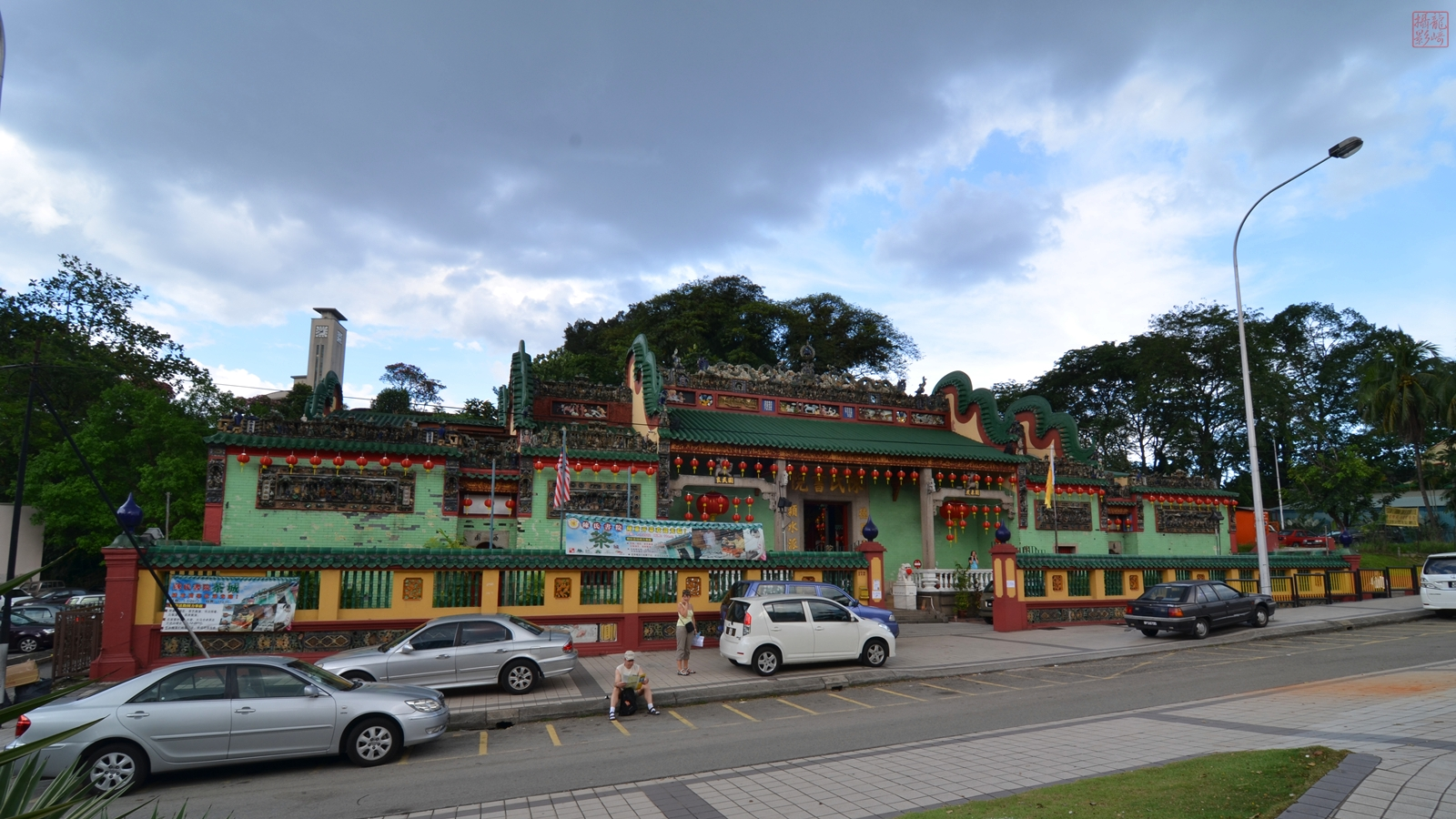
吉隆坡陳氏書院外觀

陳秀蓮聯合當地富商陳春，陳新禧籌備興建吉隆坡陳氏書院，將茨廠街的7間舖位獻出作為建祠之用，於1906年正式完工。該祠堂是一座具有中國南方庭院特色的建築，按照廣州陳氏書院所用的規格進行建造，並聘請廣州的師傅下來吉隆坡進行指導興建，所用的一切材料，幾乎都源自廣州。吉隆坡陳氏書院建立後，對當地的宗親團隊、社會福利推動及華文教育界有積極的貢獻。對於當時馬來亞華文教育的推廣，陳秀連也響應陸佑的號召，一同發起尊孔學校的創立，在茨廠街成立仙四師爺廟產業受託部及擔任第一任總理。他也協助當時第4任甲必丹葉觀勝自資成立的「培善堂」轉型成為公辦的「同善醫院」，幫助許多貧窮的病人治病。